# Миротворец (игра)
«Миротворец» — компьютерная игра, трёхмерный шутер от первого лица, разработанный российской компанией Burut CT и изданный компанией Руссобит-М.

## Сюжет
Игра использует в качестве сценария войну в Грузии в 2008 г.. Агент ФСБ с позывным именем Живчик отправляется в зону боевых действий для устранения шпиона, продающего информацию врагам. Ему предстоит найти предателя. Проходя через разрушенные города, базу миротворцев, вражеские базы и вокзалы, он находит предателя, но сделать уже ничего не может. В конце игры нам ясно дают понять, что Живчика убивают.

## Игровой движок
Игра использует модифицированный движок «Восточного фронта: Крах Анненербе» — новая версия X-Tend Engine версии 3.0.14. В качестве физики используется ODE.

## Рецензии и награды
Журнал «Игромания» оценил игру на 5,0 из 10 максимальных, назвав игру «квасной патриотическо-паразитический шутер» отметив, что «Миротворец — необработанная болванка для неплохого шутера. Есть дерзкие враги, в меру бодрые перестрелки — и ничего больше. Даже движок использован от первого Восточного фронта, вышедшего в 2006 году. Воронежцы из Burut CT сработали по минимуму: взяли старые наработки и вылепили из них самый банальный шутер про русскую армию. Другое дело, что под плинтус не скатились — сказывается опыт. В нише бюджетных шутеров, рядом с Darkest of Days и Pirate Hunter. Сомалийский капкан, их опус смотрится неплохо. Но — не больше». (Игромания, ноябрь 2009).